# 阿列克谢·戈维林
阿列克谢·鲍里索维奇·戈维林（俄语：Алексей Борисович Говырин，羅馬化：Aleksey Borisovich Govyrin，1983年5月26日—），俄罗斯政治人物，第八届国家杜马代表。
2006年，戈维林任职“Askona”公司的经理，后又担任该公司的批发销售总监。 2010年代，他成为“Askona-Vek”的总经理。 2018年9月9日戈维林当选第五届弗拉基米尔州立法会议代表。2021年9月，戈维林成为弗拉基米尔州和伊万诺沃州选区第八届国家杜马代表。

## 制裁
2022年3月24日，戈维林成为美国财政部因2022年俄乌战争制裁的国家杜马成员之一。英国政府和加拿大政府也以俄乌战争为由对他制裁。